# Fórmula Chevrolet
Fórmula Chevrolet foi uma categoria de fórmula monomarca promovida pela Chevrolet no Brasil entre 1992 e 2001. A categoria era a versão brasileira de outros projetos do grupo General Motors como a Fórmula Opel, na Alemanha e a Fórmula Vauxhall, na Inglaterra. Integrava o projeto chamado Chevrolet Challenge, compartilhando o mesmo final de semana com a Copa Corsa e a Stock Car, também patrocinadas pela montadora na época. A categoria revelou diversos novos talentos para o automobilismo brasileiro como Felipe Giaffone, Felipe Massa, Tony Kanaan, Tarso Marques, Ricardo Zonta, Max Wilson, Cristiano da Matta, Bruno Junqueira e Hélio Castroneves.
A categoria teve seu fim em 2001, após a retirada do patrocínio pela Chevrolet e a chegada em 2002 da Fórmula Renault no Brasil, com um pacote mais atrativo para pilotos e equipes. Houve uma tentativa de manter a categoria por parte da Vicar, mas sem sucesso. 

## Carro
A Fórmula Chevrolet, sendo uma categoria monomarca, utilizava somente um tipo de carro. O chassis da categoria era idêntico aos utilizados na Fórmula Opel/Vauxhall europeias, na qual era construído pela firma britânica Reynard, porém, no Brasil, o chassis foi construído sob licença pela Techspeed (que também produzia chassis de Fórmula Ford no Brasil sob licença da Reynard). O chassis era constituído de alumínio e cromo molibdênio, sendo coberto por uma carenagem em fibra de vidro reforçada. O carro era propulsado por um motor Chevrolet (Opel) C20XE 2.0 4-cil 16v DOHC, produzindo 167 cv (122 kW) acoplado a uma transmissão Hewland, manual, de cinco velocidades. A categoria utilizou pneus Bridgestone de 1992 a 1994, sendo substituídos por pneus Pirelli até seu fim, em 2001.

## Campeões
| Ano  | Piloto                                        |
| ---- | --------------------------------------------- |
| 1992 | Djalma Fogaça                                 |
| 1993 | Ruben Fontes                                  |
| 1994 | Felipe Giaffone                               |
| 1995 | Pedro Bartelle                                |
| 1996 | Luiz Fernando Uva                             |
| 1997 | Duda Pamplona                                 |
| 1998 | Thiago Medeiros                               |
| 1999 | Cat. A: Felipe Massa Cat. B: Marcelo Monteiro |
| 2000 | Cat. A: Popó Bueno Cat. B: Alexandre Cunha    |
| 2001 | Cat. A: Roberto Streit Cat. B: José Cardoso   |